# Montu
Montu hay Monthu, Ment, Menthu, Mont hoặc Montju, là vị thần chiến tranh đầu chim ưng trong tôn giáo của Ai Cập cổ đại. Tên của Montu viết theo chữ tượng hình Ai Cập (xem bảng bên phải) được chuyển tự thành mntw.
Montu nghĩa là "Người du mục", được xem là biểu hiện của sự thiêu đốt của thần mặt trời, Ra, do đó thường được gọi bằng tính ngữ Montu-Ra. Đặc điểm tàn phá này là đặc trưng của một chiến binh, và cuối cùng đã trở thành thần chiến tranh.

## Thần thoại
Do sự liên tưởng giữa những con bò đực hung dữ với sức mạnh và chiến tranh, Montu cũng được thể hiện bằng hình ảnh một con bò trắng mặt đen, được gọi là Bakha. Những vị vua Ai Cập vĩ đại nhất tự cho mình là những con bò đực vĩ đại, là con trai của Montu.
Montu cũng được coi là người bảo vệ hạnh phúc gia đình. Ngoại tình được miêu tả là "sự ghê tởm đối với Montu". Ông là một trong những vị thần đã bảo vệ Ra trên hành trình hằng đêm và chiến đấu với con rắn Apep.
Montu có vài người vợ, trong số đó có nữ thần Tenenet, nữ thần Iunit, và hóa thân giống cái của thần Ra là Raettawy. Một số tài liệu cho rằng con của ông và Raettawy là Horus lúc nhỏ. Khi Amun trở thành vị thần đứng đầu, ông được xem là con nuôi của Amun và Mut.

## Tôn thờ
Ông chủ yếu được thờ cúng tại Hermonthis và đền Karnak ở Thebes. Sự tôn thờ thần Montu diễn ra trong suốt Vương triều thứ 11 và ông được gọi là "Chúa tể của Thebes". Một vài vị vua trong triều đại này đã lấy tên "Montuhotep" hay "Mentuhotep" khi lên ngôi.
Tuy nhiên trong triều đại thứ 12, Montu bị thay thế bởi thần Amun. Trong tác phẩm Câu chuyện của Sinuhe, Montu được ca ngợi như một vị anh hùng và được gọi là "Chúa tể của Thebes". Dưới triều đại thứ 18, Montu lại được tôn thờ. Tuthmosis III được mô tả là "một Montu dũng mãnh trên chiến trường". Ramesses II tôn sùng thần tới mức đã thờ một bức tượng thần Montu có khắc tên của mình.